# 尾羽沢功
尾羽沢 功（おばざわ いさお）は、日本の実業家。シトリックス・システムズ日本法人元代表取締役社長、JDAソフトウェア・ジャパン株式会社元代表取締役社長、インフォアジャパン株式会社元代表取締役社長、クラウドストライク株式会社カントリー・マネージャー。

## 人物・経歴
1982年3月、立教大学経済学部卒業。
1982年4月、高見澤電機製作所（現・富士通コンポーネント株式会社）に入社し、営業職を務める。
同社が富士通により買収されグループ傘下となると、富士通コンポーネント株式会社ドイツ支社長に就任。
その後、日本ルーセントテクノロジー株式会社（現・ノキアソリューションズ&ネットワークス合同会社）および日本アバイア株式会社にて取締役営業本部長職を歴任。
2005年、SAS Institute Japan執行役員営業統括本部長を務めたのち、2013年、インフォアジャパン株式会社の代表取締役社長に就任。
2015年11月、JDAソフトウェア・ジャパン株式会社代表取締役社長に就任。
2019年4月、シトリックス・システムズ・ジャパン株式会社代表取締役社長に就任。
2022年2月、クラウドストライク株式会社カントリー・マネージャーに就任。